# Mögelbildningsmanifestet
"Mögelbildningsmanifestet mot rationalismen inom arkitekturen" är ett tal som hölls av österrikiske bildkonstnären Friedensreich Hundertwasser den 4 juli 1958 under en konstfestival i klostret Seckau. Talet trycktes så småningom och försågs därefter med tillägg 1959 och 1964 och så sent som 1996. Det är inte översatt till svenska (2015).
| ”                             | För att rädda funktionell arkitektur undan moralisk bankrutt borde en komposteringslösning hällas över alla dessa glasväggar och släta betongytor så att mögelbildningen kan komma igång. | „ |
| – Ur Mögelbildningsmanifestet | |   |

I detta principiella ställningstagande mot rationalismen och funktionalismen inom modernistisk arkitektur och dess vördnad för rätvinklighet utvecklade Hundertwasser för första gången sin alternativa, postmoderna byggfilosofi.. Denna närmade sig i stället det mjukt rundade, ornamentering, ekologisk samverkan med natur, färgrikedom och mångfald. Även boendes medverkan i eftersträvandet av "skönhet" främjades.

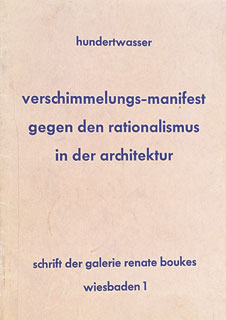
Omslaget till den första signerade och numrerade utgåvan av Mögelbildningsmanifestet, 1958.

Konstnärens byggverksamhet långt senare, från Hundertwasserhaus i Wien i början av 1980-talet, skedde visserligen under medverkan av arkitekter, men kan ändå hänföras till mögelbildningsmanifestets tankegångar. Kritiska invändningar har gjorts mot en viss dragning till det förgångna hos Hundertwasser; likaså mot hans framträdande intresse för ytgestaltningen av byggnadsverken. Han har också förebråtts för populism och loppmarknadsestetik. Hundertwasser, som enligt sitt manifest uppskattade till exempel Antoni Gaudís jugendbyggnader lika väl som särlingskonstens arkitekter, sådana som Simon Rodia och Ferdinand Cheval, tenderade att acceptera dessa förebråelser. Förbehållet mot honom, att han skulle vara en "förskönare“, Behübscher, tolkade han som en äretitel.